# Gymnochiromyia fallax
Gymnochiromyia fallax är en tvåvingeart som beskrevs av Ebejer 1998. Gymnochiromyia fallax ingår i släktet Gymnochiromyia och familjen gulflugor. Inga underarter finns listade i Catalogue of Life.